# Секст Карминий Вет (консул 150 г.)
Вижте пояснителната страница за други личности с името Секст Карминий Вет.
Секст Карминий Вет (на латински: Sextus Carminius Vetus) е политик и сенатор на Римската империя от 2 век.
Неговият баща е Секст Карминий Вет (консул 116 г.).
Карминий e консул през 150 г.